# La Tresca i la Verdesca
La Tresca i la Verdesca és un grup de música per a infants i famílies.
El grup es va iniciar fent espectacles d'animació per a públic infantil i familiar, amb cançons i danses de creació pròpia. La primera actuació va ser l'abril de 1998 amb l'espectacle Això, allò i allò altre. Després van venir Zum, A quant va la mel (2002), Històries d'aigua i al 2009 el concert teatralitzat Maniaigües 1909 (2009), per encàrrec del Museu Agbar de les Aigües. Aquesta experiència en format de sala teatral i el vincle amb la companyia de teatre infantil Xirriquiteula Teatre els van portar a crear l'espectacle Per un instant al 2001. Posteriorment, amb el grup Teatre al Detall van presentar l'Endrapasomnis i La nena dels pardals.
El grup va editar el seu primer disc, La Tresca i la Verdesca, l'any 2004, amb la companyia discogràfica Temps Record, amb la qual ha publicat la resta de treballs, que en total són 6. Entre 2020 i 2021 van publicar diversos senzills, alguns dels quals es van incorporar als àlbums Maquinaigües i La motxilla de l'Ada. Igualment, va participar en diferents projectes discogràfics com Fora son!, Altres cançons infantils o Si vens amb mi. Homenatge a Lluís Llach.
Al llarg de la seva trajectòria ha pres part en els principals festivals de música del país com el Mercat de Música Viva de Vic, la Fira Mediterrània de Manresa o La Mostra d'Igualada, ha actuat arreu de Catalunya i ha presentat espectacles en esdeveniments com la Festa dels Súpers, la Tamborinada, la Festa de l'Aigua o la Festa del Cel de Barcelona.
El grup va quedar finalista del premi Enderrock al millor disc per a públic familiar l'any 2014, per l'àlbum L'endrapasomnis i el 2018 el grup va obtenir el premi Enderrock de la crítica al millor disc de l'any per a música familiar amb el treball La nena dels pardals, banda sonora de l'espectacle homònim que el grup va crear amb la companyia Teatre al Detall i lletres del dramaturg Jordi Palet.

## Discografia

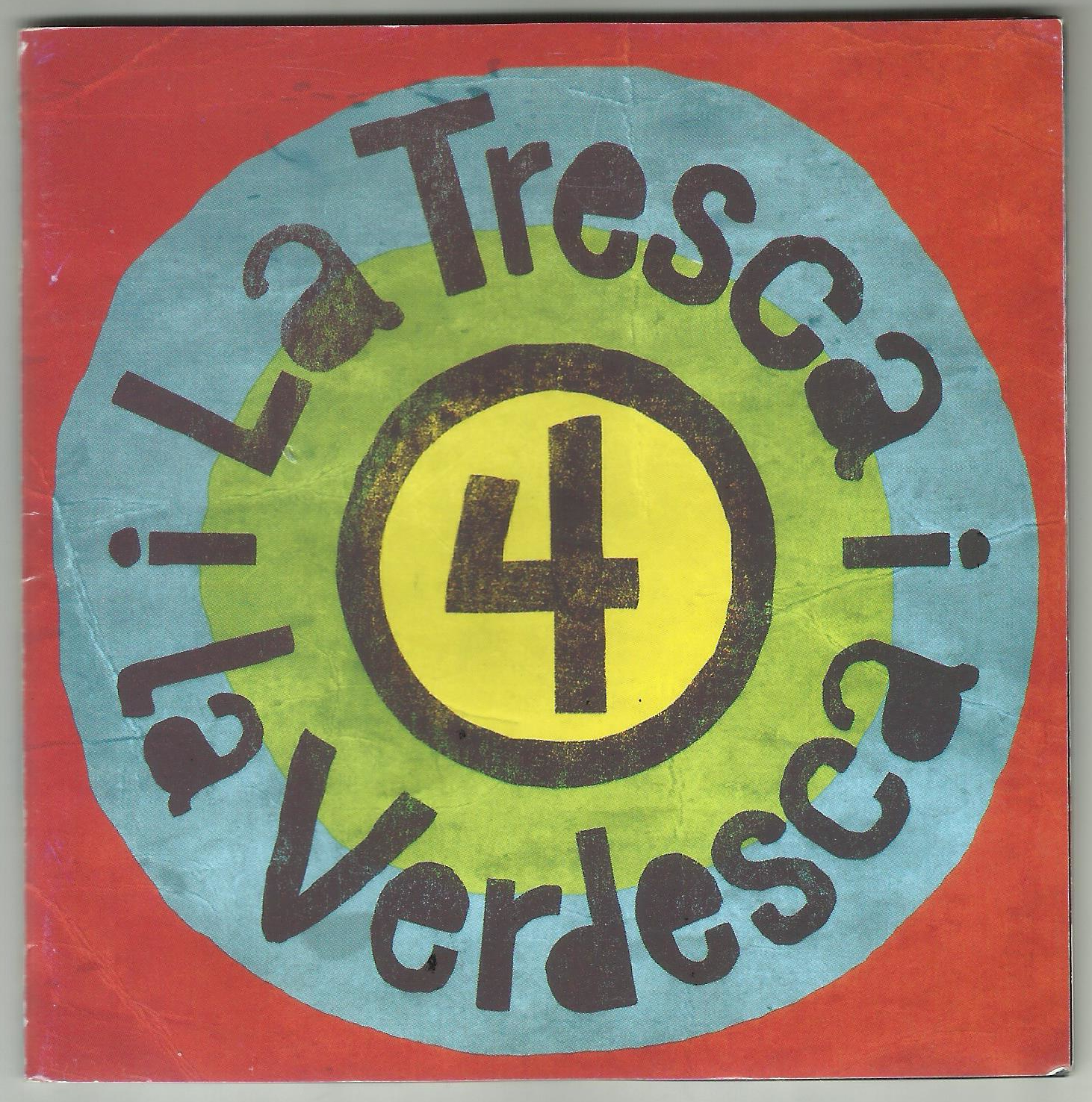
Coberta de l'àlbum 4 (2010)

### Treballs propis
- La Tresca i la Verdesca (2004)
- 4 (2010)
- L'endrapasomnis (2014)
- La nena dels pardals (2017)
- Biblioferit (senzill, 2020)
- Torre descontrol (senzill, 2020)
- Pou (senzill, 2020)
- Bon dia menuts (senzill, 2020)
- Al Circorts tot hi cap (senzill, 2020)
- Maquinaigües (2021)
- Cançó inacabAda (senzill, 2021)
- La motxilla de l'Ada (2021)[2]

### Participacions
- Fora son! (Temps Record, 2003)
- Altres cançons infantils (Música Global, 2006)
- Si vens amb mi. Homenatge a Lluís Llach (2007)
- Espriu (participació, 2013)[1][2]